# Graeagle (Kalifornija)
Graeagle je naseljeno područje za statističke svrhe u američkoj saveznoj državi Kalifornija. Prema popisu stanovništva iz 2010. u njemu je živjelo 737 stanovnika.